# Iconographia Botanica seu Plantae Criticae
Iconographia Botanica seu Plantae Criticae (abreviado Iconogr. Bot. Pl. Crit.) es un libro con ilustraciones y descripciones botánicas que fue escrito por el médico, biólogo y botánico holandés Heinrich Gottlieb Ludwig Reichenbach y publicado en Leipzig en 10 volúmenes en los años 1823-1832 con el nombre de Iconographia botanica, seu, Plantae criticae. Icones plantarum rariorum et minus rite cognitarum, indigenarum exoticarumque, iconographia et supplementum, imprimis ad opera Willdenowii, Sehkuhrii, Personii, Roemeri et Schultesii, delineatae, et cum commentario succineto editae (1823).

## Publicación
- Volumen n.º 1, 1823;
- Volumen n.º 2, 1824;
- Volumen n.º 3, 1825;
- Volumen n.º 4, 1826;
- Volumen n.º 5, 1827;
- Volumen n.º 6, 1828;
- Volumen n.º 7, 1829;
- Volumen n.º 8, 1830;
- Volumen n.º 9, 1831;
- Volumen n.º 10, 1832.